# Estadio Pocarisweat
El Naruto Otsuka Sports Park Pocarisweat Stadium (japonés: 鳴門・大塚スポーツパークポカリスエットスタジアム), o simplemente Pocarisweat Stadium, es un estadio multiusos situado en la ciudad de Naruto, Prefectura de Tokushima, en Japón. El estadio fue inaugurado en 1971 y posee una capacidad para 20 300 personas.
El 12 de mayo de 2007 la compañía Otsuka Pharmaceutical Co., Ltd. adquirió los derechos sobre el nombre del estadio, de esta manera el «Estadio de Atletismo de Naruto» pasó a llamarse estadio Pocari Sweat, nombre de la popular bebida isotónica japonesa.
El recinto es principalmente utilizado para la práctica de atletismo y fútbol, siendo la casa del club Tokushima Vortis de la J2 League.

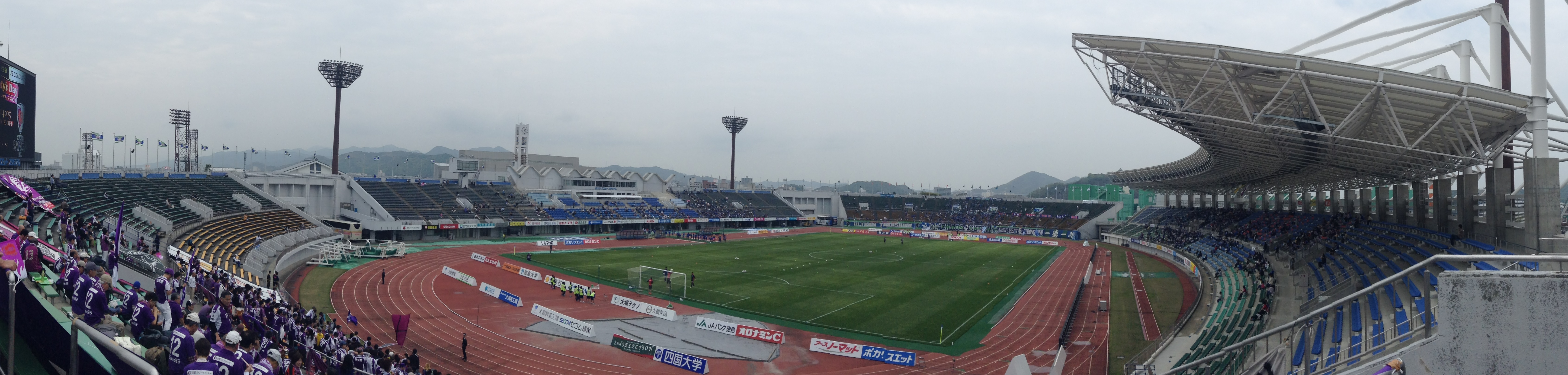
Panorámica del estadio.